# Union soviétique aux Jeux olympiques d'été de 1960
L'Union soviétique participe aux Jeux olympiques d'été de 1960 à Rome en Italie du 25 août au 11 septembre 1960. Il s'agit de sa 3e participation à des Jeux olympiques d'été.

## Médailles

### Médailles d'or
| Sport               | Discipline               | Athlète(s)                      | Performance        | Date          |
| Médailles d'or : 43 |                          |                                 |                    |               |
| Athlétisme          | Saut en longueur femmes  | Vera Krepkina                   | 6,37 m (OR)        | 31 août       |
| Athlétisme          | Saut en hauteur hommes   | Robert Shavlakadze              | 2,16 m (OR)        | 1er septembre |
| Athlétisme          | 80 m haies femmes        | Irina Press                     | 10 s 8             | 1er septembre |
| Athlétisme          | Lancer du javelot femmes | Elvīra Ozoliņa                  | 55,98 m (OR)       | 1er septembre |
| Athlétisme          | 20 km marche hommes      | Volodymyr Holubnychy            | 1 h 34 min 7 s 2   | 2 septembre   |
| Athlétisme          | Lancer du marteau femmes | Tamara Press                    | 17,32 m(OR)        | 2 septembre   |
| Athlétisme          | Lancer du marteau hommes | Vasiliy Rudenkov                | 67,10 m(OR)        | 3 septembre   |
| Athlétisme          | Lancer du disque femmes  | Nina Romashkova                 | 55,10 m(OR)        | 5 septembre   |
| Athlétisme          | 800 m femmes             | Ludmila Shevtsova               | 2 min 4 s 3 (WR)   | 7 septembre   |
| Athlétisme          | 10 000 m hommes          | Pyotr Bolotnikov                | 28 min 32 s 2 (OR) | 8 septembre   |
| Athlétisme          | Lancer du javelot hommes | Viktor Tsybulenko               | 84,64 m            | 8 septembre   |
| Aviron              | Skiff hommes             | Viatcheslav Ivanov              | 7 min 13 s 96      | 3 septembre   |
| Aviron              | Deux sans barreur hommes | Valentin Boreyko Oleg Golovanov | 7 min 2 s 1        | 3 septembre   |
| Voile               | Stat                     | Timir Pinegin Fyodor Shutkov    |                    | 7 septembre   |

### Médailles d'argent
| Sport                   | Discipline               | Athlète(s) | Performance           | Date          |
| Médailles d'argent : 29 |                          | |                       |               |
| Athlétisme              | Saut en hauteur hommes   | Valeriy Brumel | 2,16 m (OR)           | 1er septembre |
| Athlétisme              | 3 000 m steeple hommes   | Nikolay Sokolov | 8 min 36 s 4          | 3 septembre   |
| Athlétisme              | Lancer du disque femmes  | Tamara Press | 52,59 m(OR)           | 5 septembre   |
| Athlétisme              | Triple saut hommes       | Vladimir Goryayev | 16,63 m               | 6 septembre   |
| Athlétisme              | Relais 4 × 100 m hommes  | Leonid Bartenev Yuri Konovalov Gusman Kosanov Edvin Ozolin | 40 s 1                | 8 septembre   |
| Aviron                  | Deux de couple hommes    | Aleksandr Berkutov Yuri Tyukalov | 6 min 50 s 49         | 3 septembre   |
| Aviron                  | Deux avec barreur hommes | Antanas Bagdonavičius Zigmas Jukna Igor Rudakov | 7 min 30 s 17         | 3 septembre   |
| Basket-ball             | Tournoi masculin         | Yury Korneev Jānis Krūmiņš Guram Minaschvili Valdis Muižnieks Cēzars Ozers Aleksandr Petrov Michail Semyonov Vladimir Ugrekhelidze Maigonis Valdmanis Albert Valtin Gennadi Volnov Viktor Zubkov | 2e de la phase finale | 10 septembre  |
| Voile                   | Finn                     | Aleksander Tšutšelov |                       | 7 septembre   |

### Médailles de bronze
| Sport                    | Discipline                 | Athlète(s)                                                        | Performance   | Date          |
| Médailles de bronze : 31 |                            |                                                                   |               |               |
| Athlétisme               | Lancer du javelot femmes   | Birute Kalediene                                                  | 53,45 m       | 1er septembre |
| Athlétisme               | Saut en longueur           | Igor Ter-Ovanessian                                               | 8,04 m        | 2 septembre   |
| Athlétisme               | 3 000 m steeple hommes     | Semyon Rzhishchin                                                 | 28 min 42 s 2 | 3 septembre   |
| Athlétisme               | Triple saut hommes         | Vitold Kreyer                                                     | 16,43 m       | 6 septembre   |
| Athlétisme               | Décathlon hommes           | Vasily Kuznetsov                                                  | 16,43 m       | 6 septembre   |
| Aviron                   | Quatre sans barreur hommes | Igor Akhremchik Yuri Bachurov Valentin Morkovkin Anatoly Tarabrin | 6 min 29 s 62 | 3 septembre   |